# Franz Ludwig Catel
Pour les articles homonymes, voir Catel.
Franz Ludwig Catel, dit François Louis Catel dans sa forme francisée, né le 22 février 1778 à Berlin et mort le 19 décembre 1856 à Rome, est un peintre, dessinateur et illustrateur prussien, actif dans les états italiens.

## Biographie

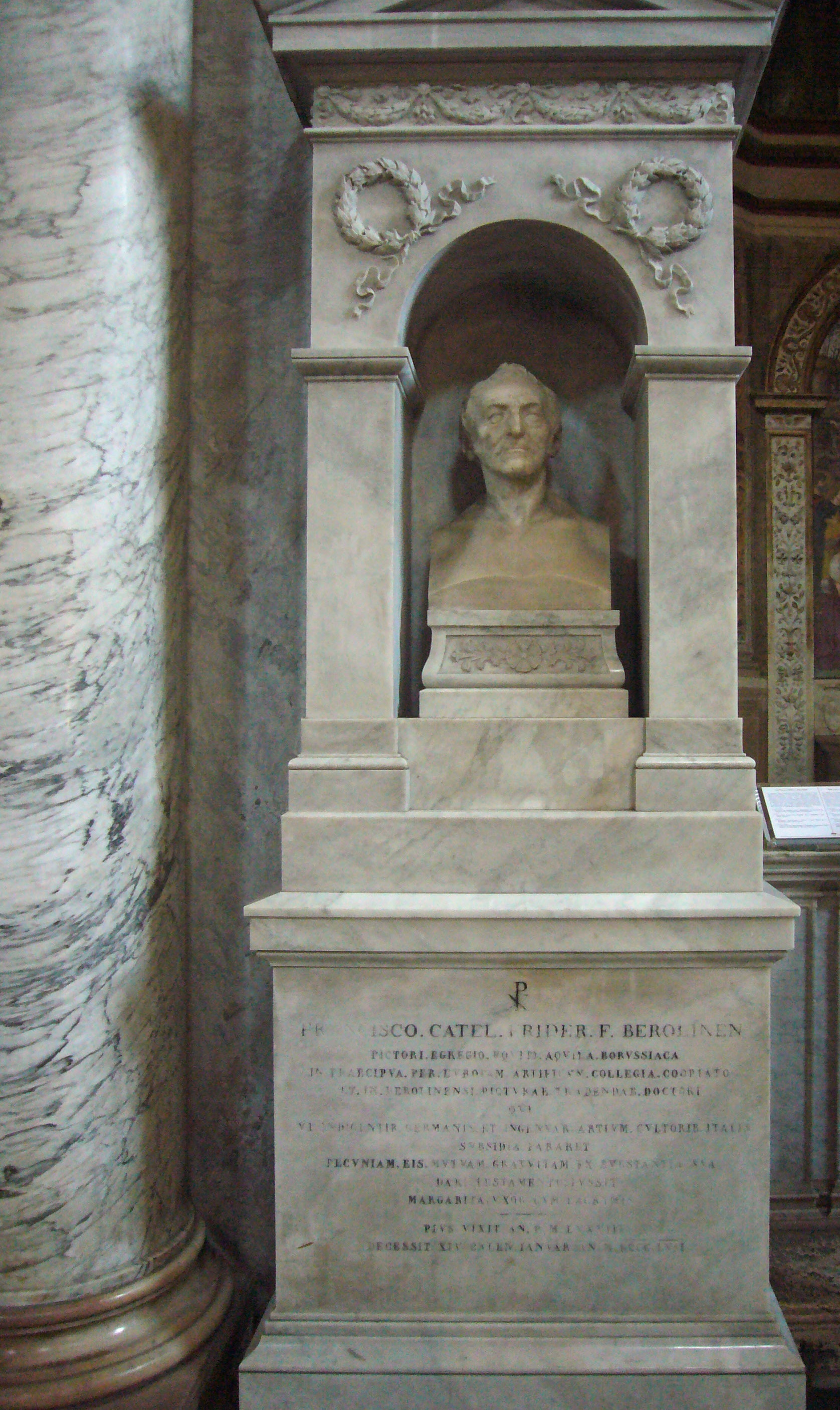
Julius Troschel, Monument funéraire de Franz Ludwig Catel, Rome, église Santa Maria del Popolo.

Descendant d'une dynastie francophone de réfugiés huguenots de la Colonie française en Prusse, il est le fils cadet de Pierre-Frédéric Catel, quincailler, fabricant de jouets et d'éventails et assesseur au tribunal français de Berlin, et d'Elisabeth Wilhelmine Rousset. Son frère aîné Louis Catel (1776-1819) est un architecte talentueux et réputé.
Sculpteur sur bois de formation, Franz Ludwig Catel est élève de Daniel Chodowiecki et suit les cours de l'Académie des arts de Berlin en 1797. 
Il inaugure sa production artistique en dessinant des vignettes pour des almanachs et des publications illustrées. Il est présenté par Karl August Böttiger à Johann Wolfgang von Goethe en mai 1797, alors que le poète cherche un illustrateur disponible à qui confier la mise en image de son poème épique Hermann et Dorothée. Les planches gravées par Chodowiecki d'après les dessins livrés par Catel pour honorer cette prestigieuse commande, publiée à Brunswick en 1799 par la maison d'édition Vieweg (de), sont la première œuvre notable du jeune artiste et lui offrent un début de notoriété. 

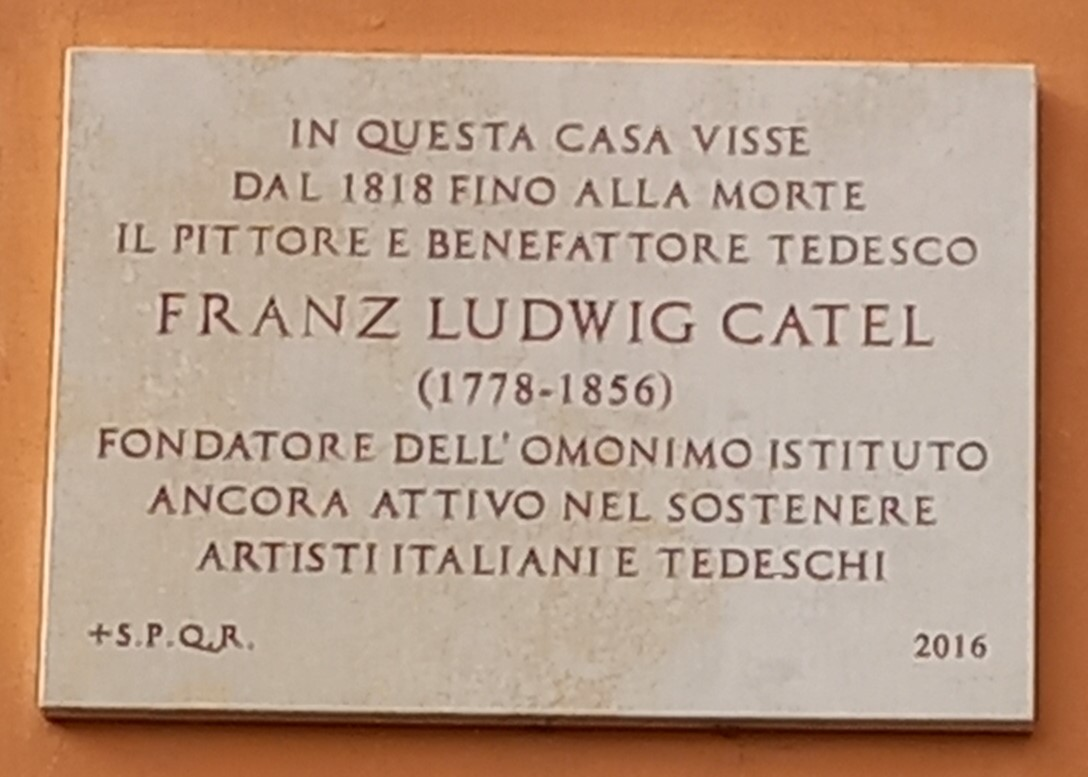
Plaque commémorative à la Piazza di Spagna

En 1798, Franz Ludwig et son frère visitent la Suisse et séjournent à Paris, où le jeune homme est admis comme élève à l'Académie des beaux-arts sur la recommandation de Jean-Antoine Houdon. Il y reste inscrit pendant six semestres au cours desquels il complète son instruction artistique.
De retour à Berlin, il y épouse en 1801 la fille d'un brodeur, Sophie Friedrike Kolbe, et crée avec son frère une fabrique de scagliola ou stuc marbre.
En 1802, il expose à Weimar des paysages à l'aquarelle qui sont salués par Goethe. Il contribue ensuite aux aménagements d'architecture d'intérieur réalisés par son frère au château de Potsdam.
En 1805, il réalise les illustrations de la nouvelle édition de L'Homme des champs, ou les Géorgiques françaises de l'abbé Jacques Delille, publiée à Paris chez Levrault, Schoell et Cie.
Il produit également une série d'aquarelles pour le recueil des Verzierungen aus dem Alterthume, édité en collection de 1805 à 1809 par le graveur-lithographe Ernst Friedrich Bussler.
Perfectionnant sa pratique de l'encre de Chine et de l'aquarelle, Franz Ludwig Catel compose en 1806 une grande scène représentant L'assassinat du prévôt Nicolas de Bernau à Berlin en 1325, qui lui vaut d'être reçu membre de l'Académie des arts de Berlin le 23 novembre 1806. 
À partir de 1807, il revient à Paris pour étudier la peinture à l'huile. En 1811, il s'établit à Rome, où il arrive le 28 octobre. Il y dessine les illustrations d'une édition nouvelle de la traduction de L’Enéide par Annibal Caro. 
En 1812, Catel est engagé par l'archéologue français Aubin-Louis Millin de Grandmaison pour dessiner les monuments et sites visités lors du périple de ce dernier à Naples, en Campanie, en Calabre et dans les Abruzzes,, dans lequel Astolphe de Custine est également leur compagnon de route. Certaines des esquisses produites par Catel à l'intention de son commanditaire sont gravées par Ludwig Friedrich Kaiser et publiées en planches dans un ouvrage sur Pompéi. En outre, 172 dessins à la plume ou repassés à l'encre, conservés dans la collection du Voyage en Italie de Millin acquise par la Bibliothèque nationale de France, peuvent être attribuées à la main de Catel. Ils illustrent des thèmes variés : paysages, monuments, œuvres d'art et costumes populaires.
Veuf depuis 1810, le peintre se remarie à Rome en 1814 avec Margherita Prunelli. Le couple demeure à Rome sur la Piazza di Spagna.
En 1818, Catel accompagne le prince et la princesse Galitzine dans leur voyage pour visiter la Sicile.
Séduit par les paysages et la lumière de son nouveau pays au point de décliner une offre de nomination au poste de professeur de dessin à l'Académie des arts de Berlin en 1826, il passe le reste de son existence en Italie. Il y acquiert rapidement un renom d'artiste estimé. Sa production picturale rencontre un grand succès auprès des amateurs et collectionneurs d'art. Pilier de la colonie allemande à Rome, sa fréquentation est recherchée notamment par les voyageurs venant d'Allemagne, parmi lesquels figurent le prince héritier Louis de Bavière, qu'il accompagne dans un voyage en Grèce et immortalise dans une scène fameuse de « bambochade » à l'auberge espagnole de Rome, le duc Frédéric IV de Saxe-Gotha-Altenbourg, l'architecte Karl Friedrich Schinkel et le prince Heinrich de Prusse.
Converti au catholicisme depuis son second mariage, Franz Ludwig Catel est inhumé dans l'église Santa Maria del Popolo à Rome, où ses restes reposent sous un monument funéraire à son effigie sculpté par son compatriote Julius Troschel.
Le succès commercial de ses tableaux lui permit de constituer une fortune confortable de 80 000 écus. Mort sans enfant, il destina son patrimoine à la création d'un fonds privé chargé de secourir les artistes allemands et italiens dans le besoin vivant à Rome. Son legs prit la forme définitive d'une fondation baptisée Pio Istituto Catel, instituée en 1887 et placée sous le patronage de l'ambassade d'Allemagne à Rome. Toujours subsistante, l'œuvre caritative attribue des bourses d'études et héberge des pensionnaires dans ses locaux conformément aux critères définis par son bienfaiteur.

## Œuvres
D'abord illustrateur puis aquarelliste avant d'opter définitivement, la maturité venue, pour la peinture à l'huile, Franz Ludwig Catel s'est essentiellement fait un nom en tant que peintre paysagiste. Sa palette d'inspiration est cependant plus large : il compose aussi des scènes de genre (aux sujets rustiques, musicaux ou domestiques), des marines et quelques tableaux d'histoire, dont on cite plus particulièrement L'Empereur Rodolphe conduisant sur son cheval un prêtre portant le Saint-Sacrement et La Résurrection du Christ, toiles destinées à l'église de Berlin-Charlottenbourg.
Sur le plan technique, son pinceau est marqué par une vision néo-classique des masses d'architecture et de la composition des reliefs, en manifestant une préférence pour les paysages de montagne et de bords de mer. Sa palette de couleurs exprime un style lumineux influencé par le romantisme.
En 2021, la maison de Chateaubriand (Vallée aux Loups, Chatenay-Malabry) organise une exposition des dessins de Catel pendant son voyage en Calabre avec Messieurs Millin et Astolphe de Custine. Le tableau représentant l'écrivain devant le ruines du Colisée de Rome, lui est attribué.
Ses tableaux sont conservés dans de nombreux musées et institutions à travers le monde, dont notamment :  
- la Alte Nationalgalerie de Berlin ;
- la Neue Pinakothek de Munich ;
- le Germanisches Nationalmuseum à Nuremberg ;
- le musée des Beaux-Arts de Leipzig ;
- le Metropolitan Museum of Art de New York ;
- l'Art Institute of Chicago ;
- le Cleveland Museum of Art ;
- la National trust House d'Ickworth ;
- le musée Thorvaldsen de Copenhague ;
- le musée de l'Ermitage à Saint-Pétersbourg.

Œuvres de Franz Ludwig Catel
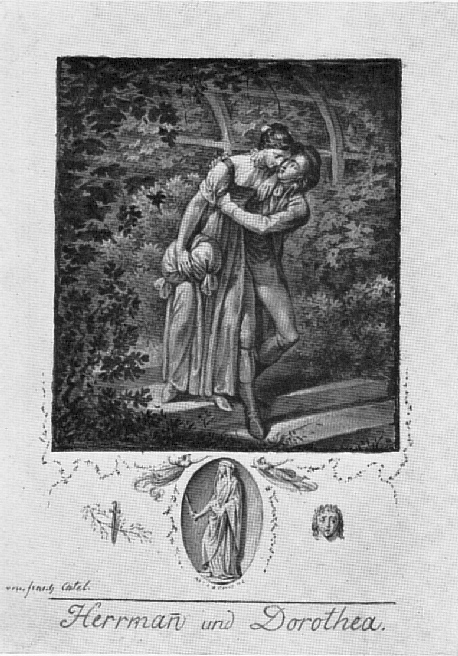
Illustration de Hermann und Dorothea de Goethe (1799).
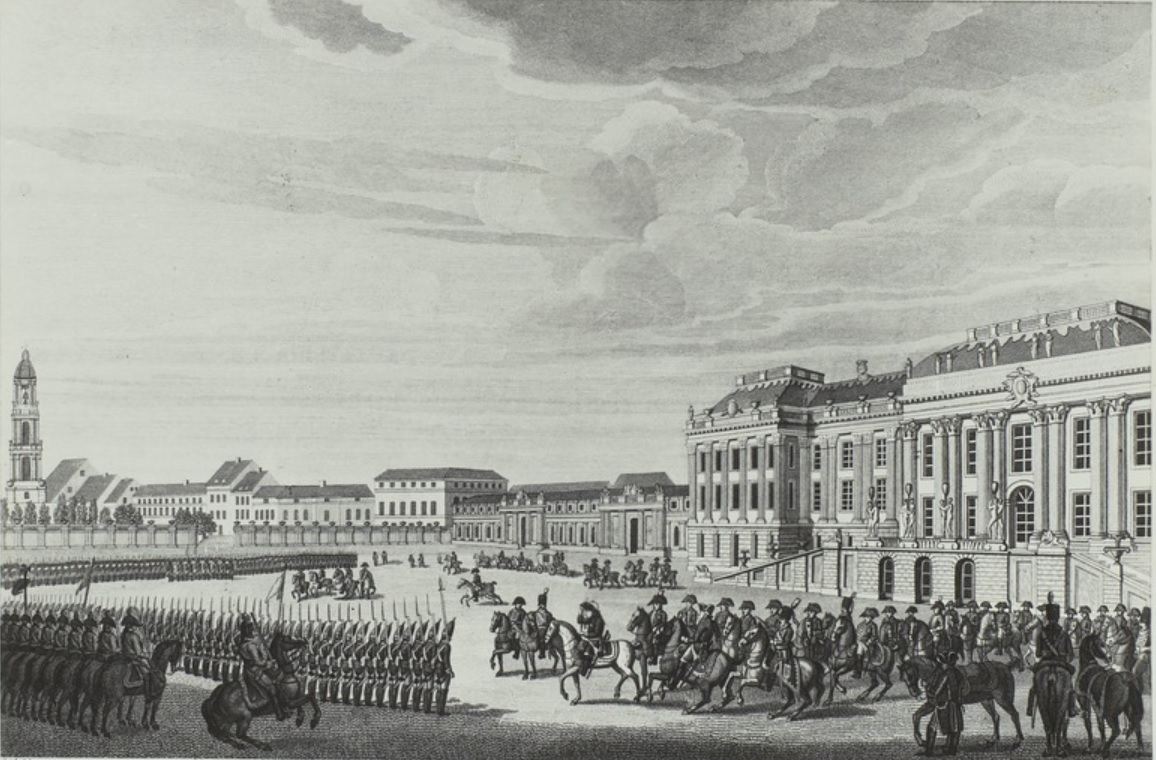
Parade militaire dans le jardin public de Potsdam (vers 1806), gravure, Dresde, Bibliothèque du Land de Saxe.
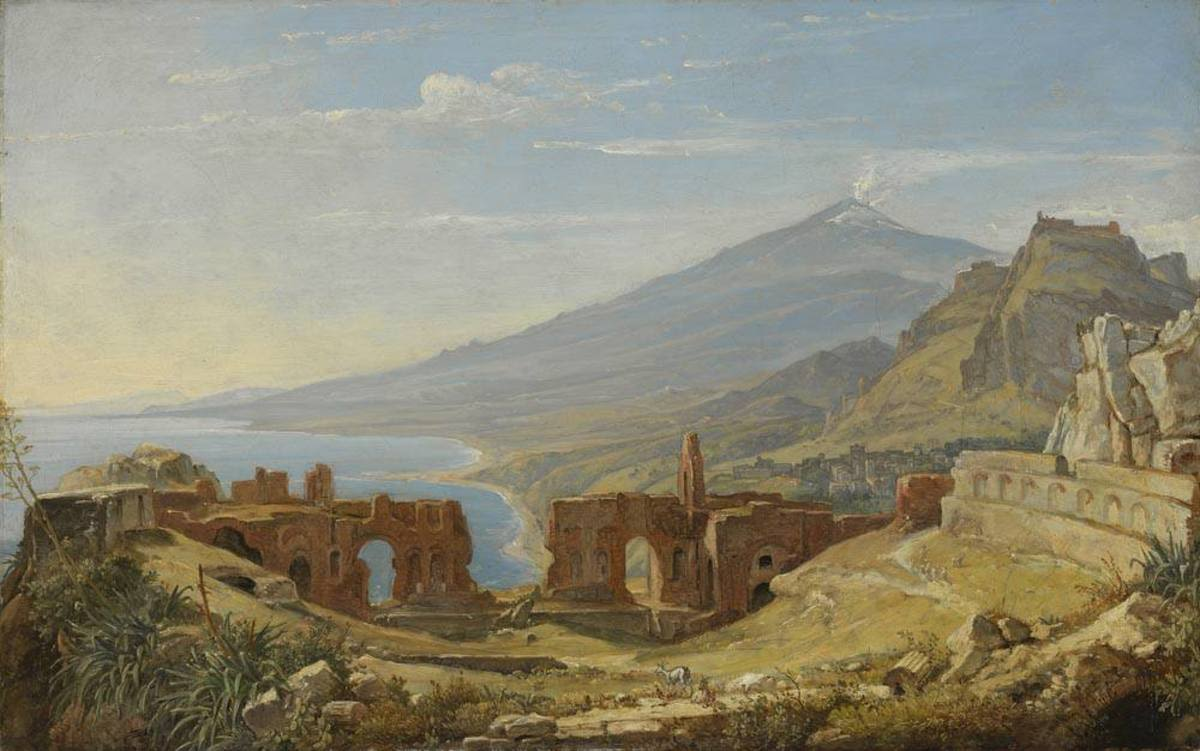
Le Théâtre de Taormine (vers 1818), Munich, Collection de peintures de l'État de Bavière.
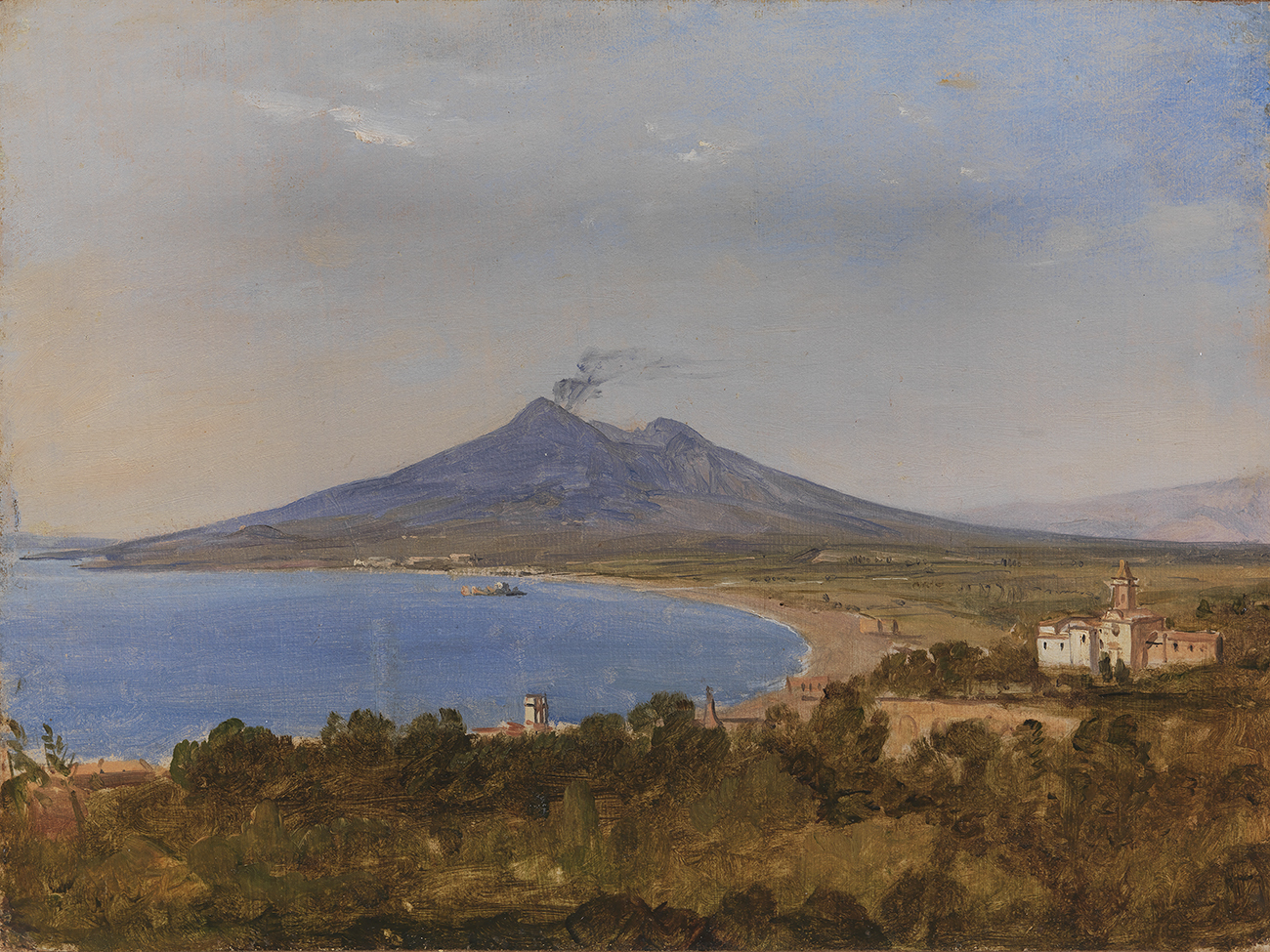
Vue du Golfe de Naples et du Vésuve (vers 1820) Copenhague, Statens Museum for Kunst.
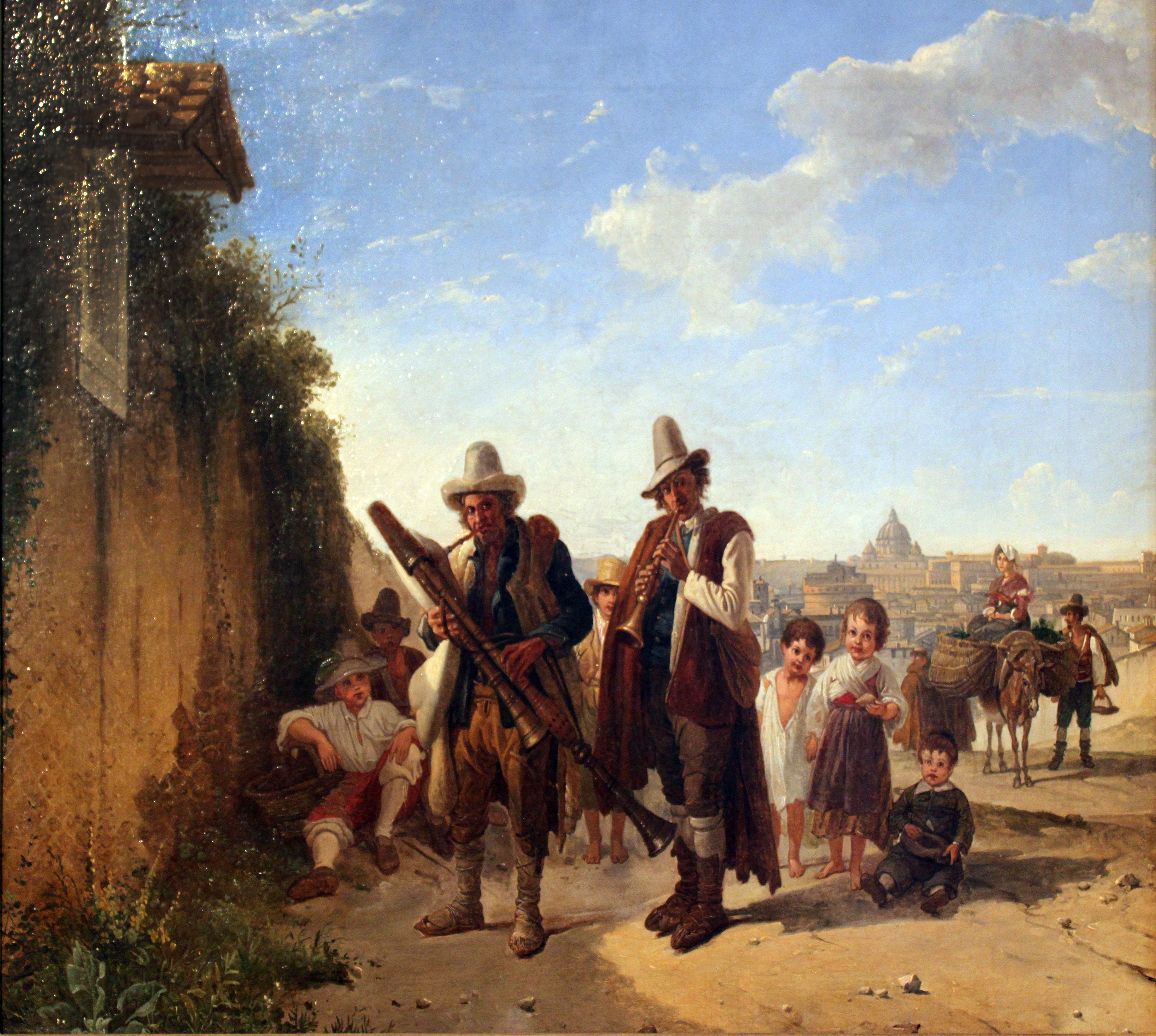
Joueurs de fifre romains (1822), Nuremberg, Germanisches Nationalmuseum.
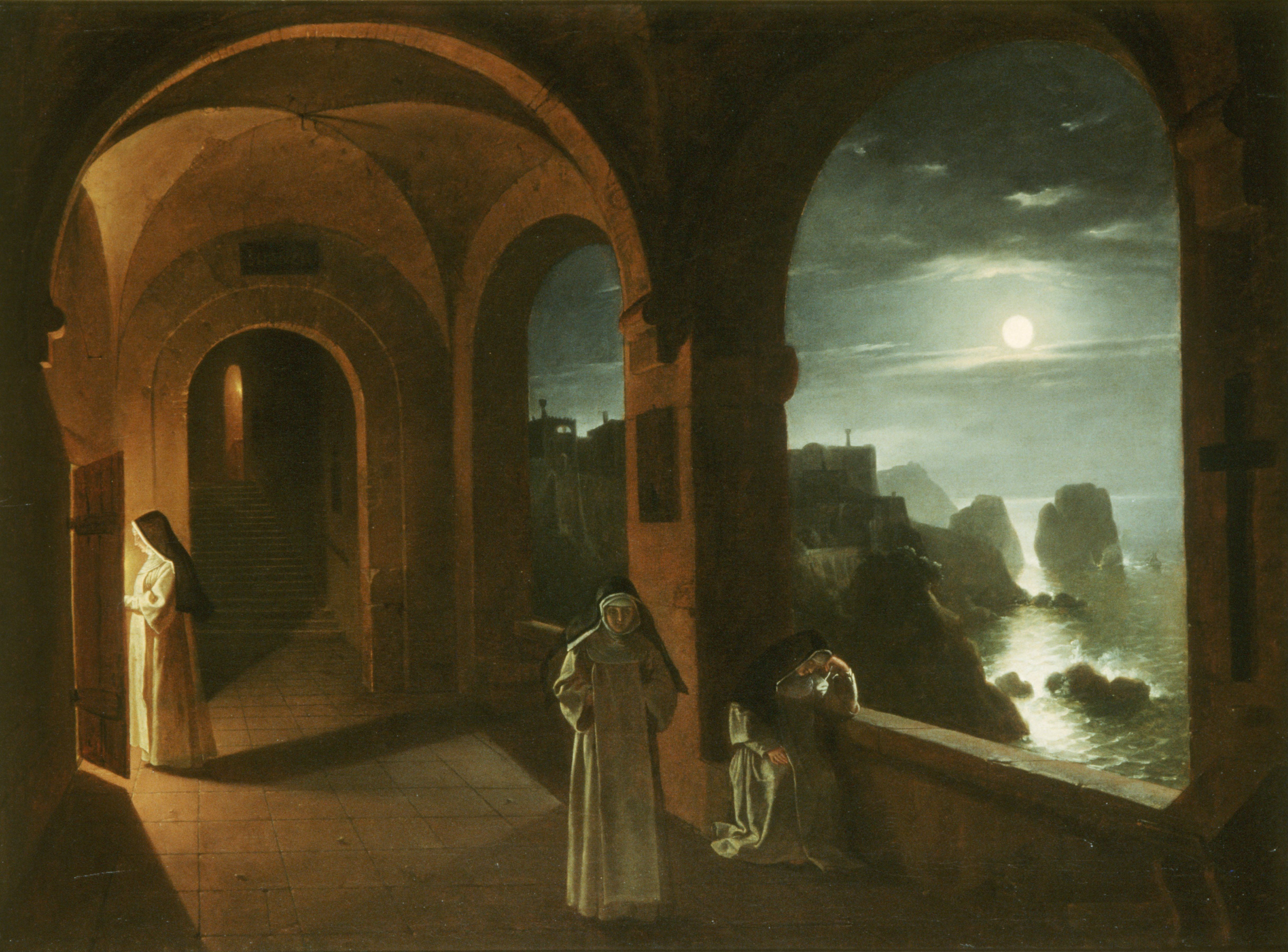
Nonnes dans un cloître chartreux par une nuit de pleine lune devant les Faraglioni di Capri (1823), Lawrence, Spencer Museum of Art.
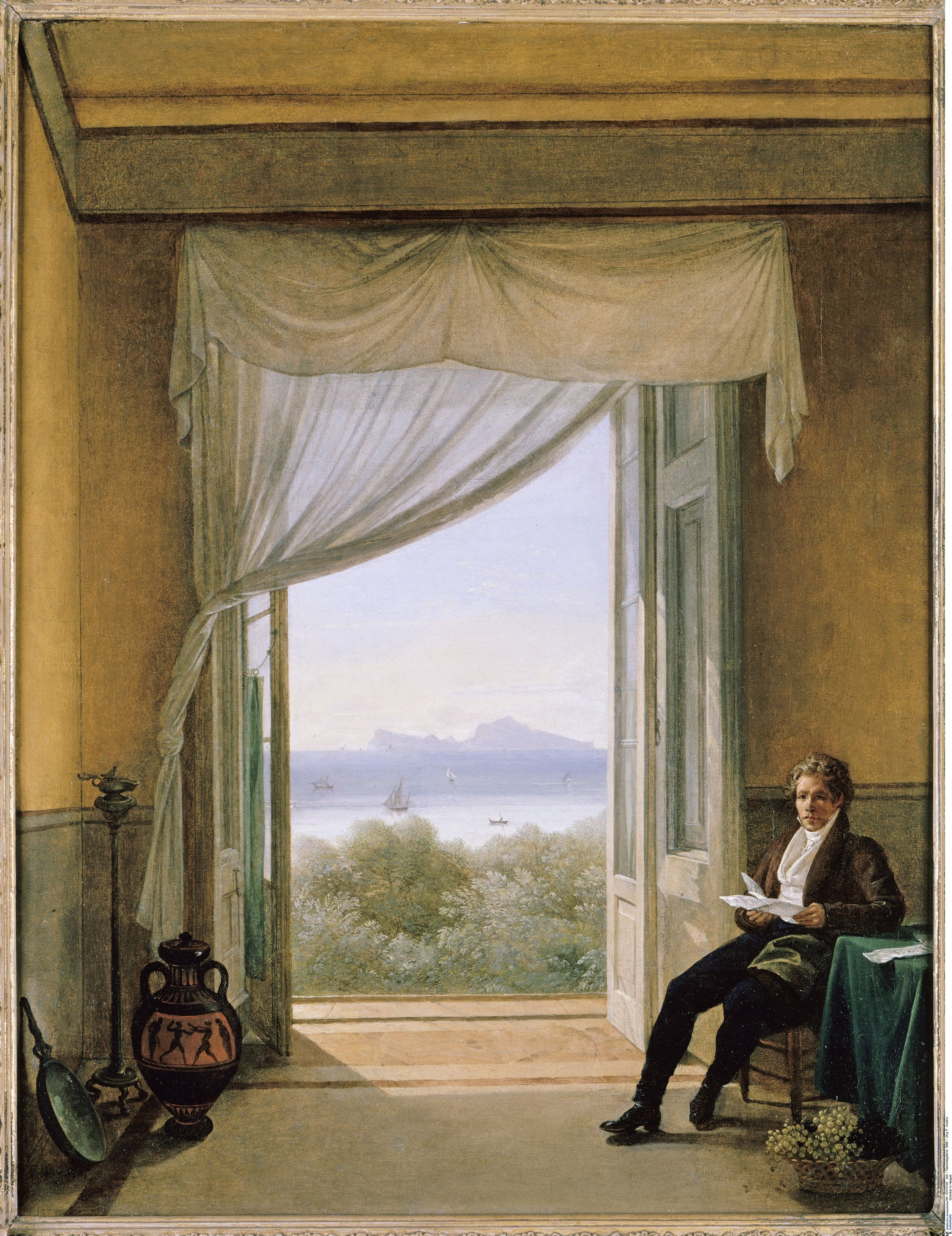
Schinkel à Naples (1824), Berlin, Alte Nationalgalerie.
Vue de Naples par une fenêtre ouverte (1824), Cleveland Museum of Art.
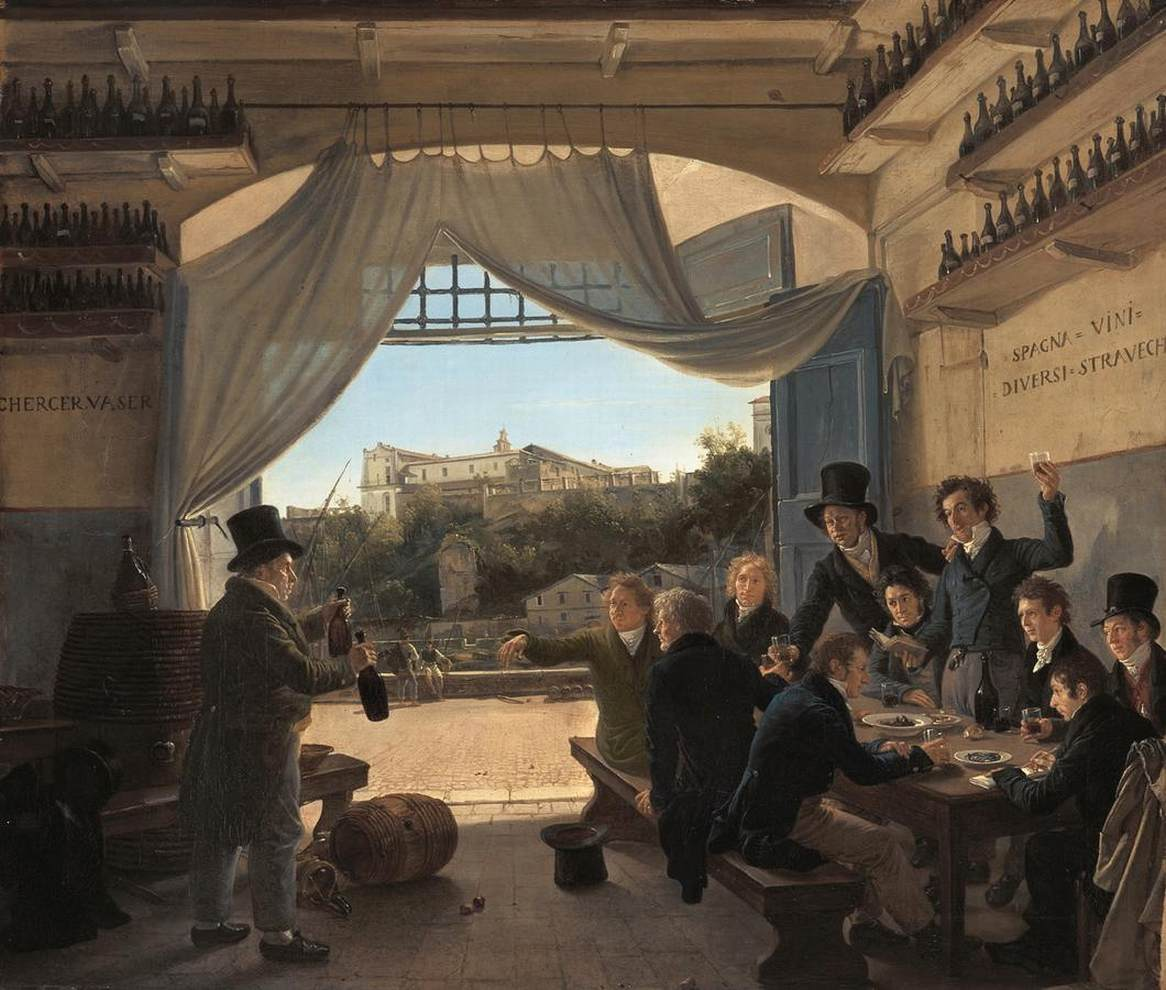
Le Prince héritier Louis de Bavière dans l'auberge espagnole à Rome (1824), Munich, Neue Pinakothek.
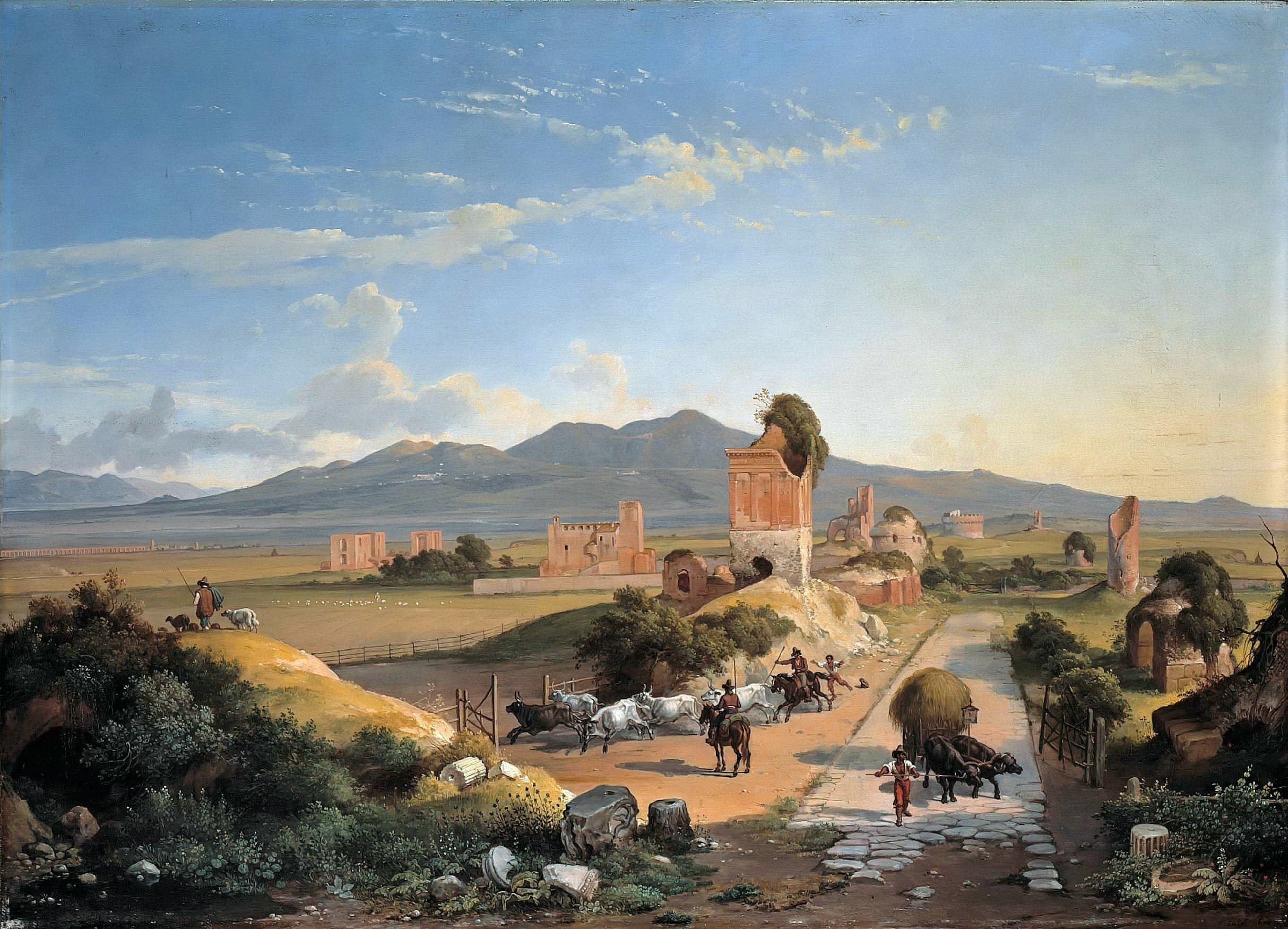
La Via Appia (1833), Berlin, Alte Nationalgalerie.
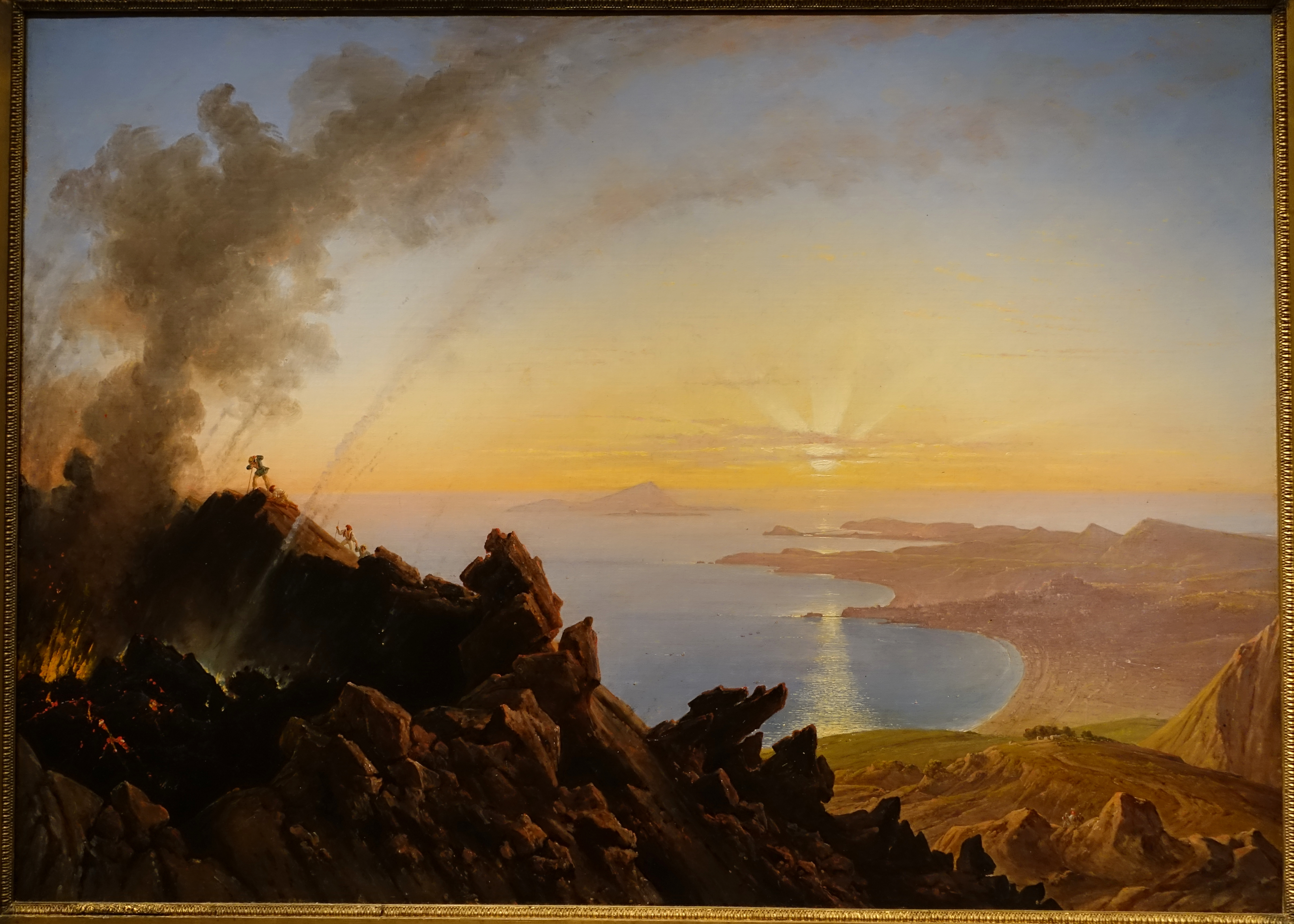
Vue de la baie de Naples depuis le cratère du Vésuve (vers 1840), musée d'Art de l'université de Princeton.

Œuvres non localisées attribuées à Franz Ludwig Catel
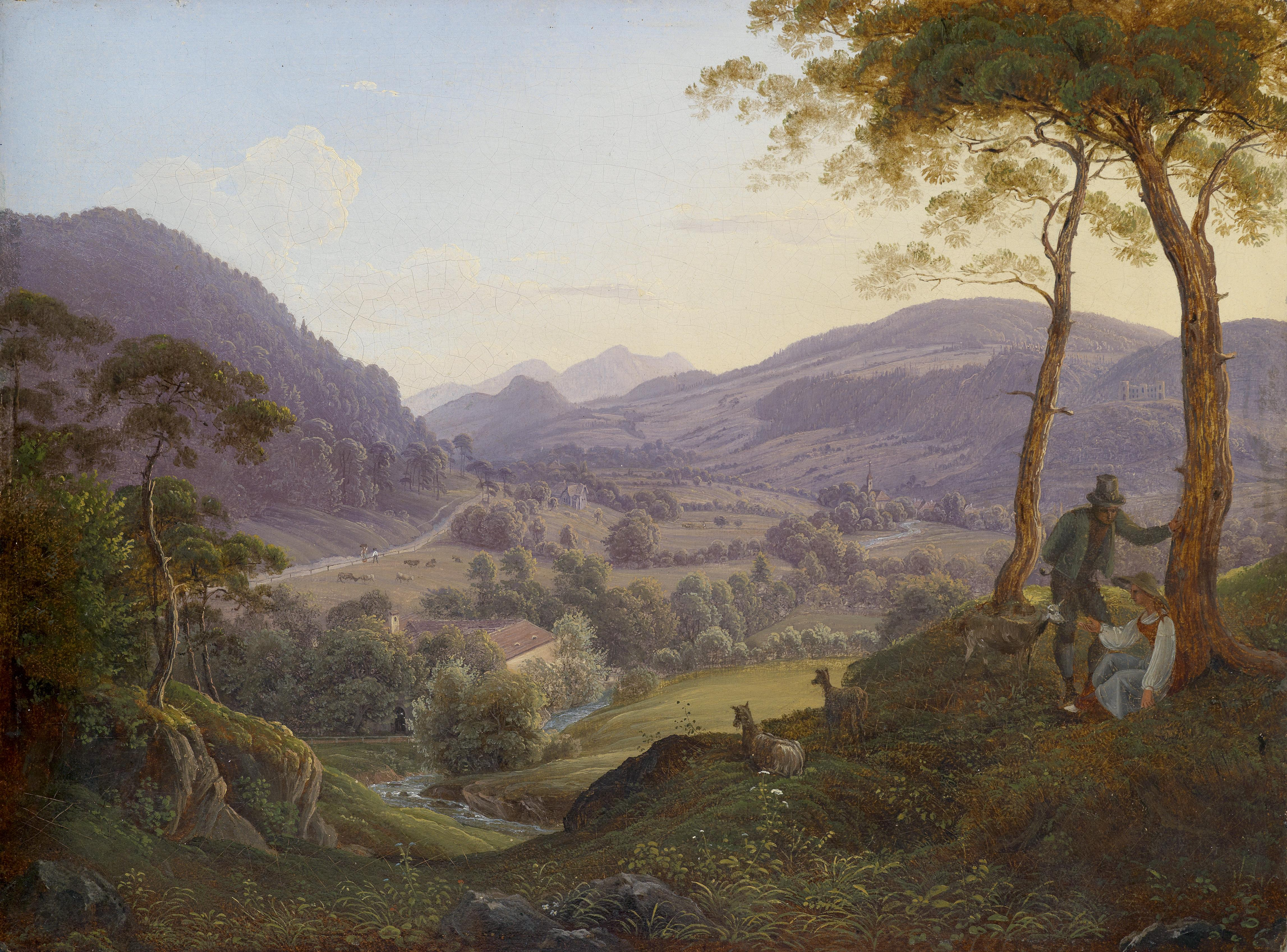
Paysage de montagne avec un jeune couple aux environs de Salzbourg.
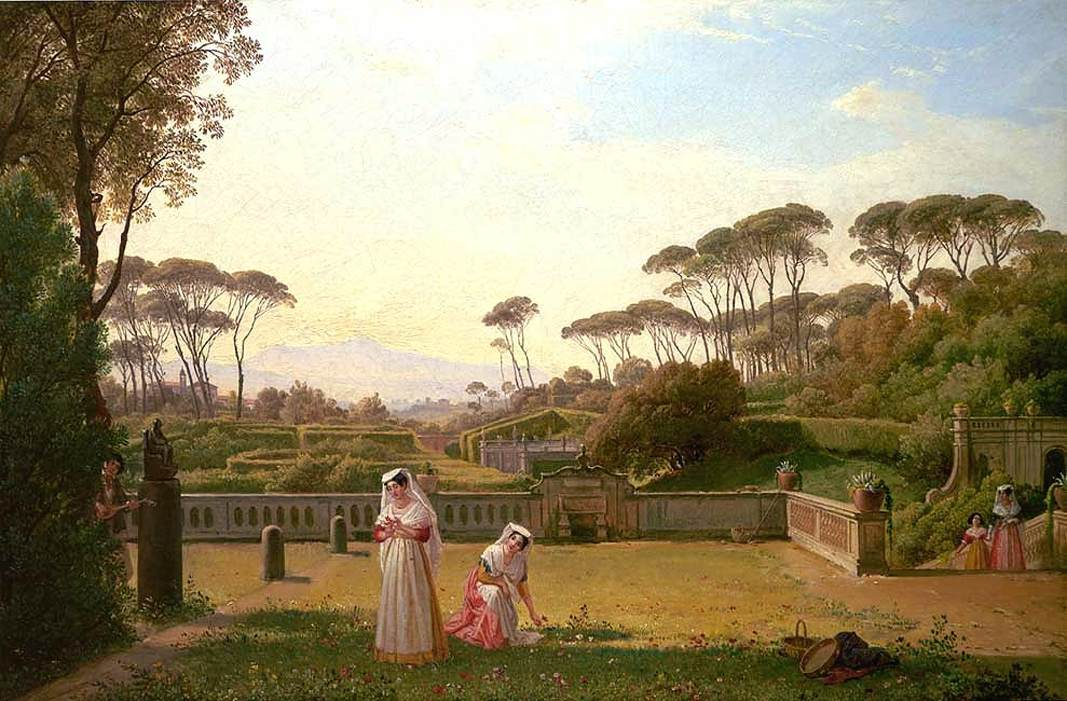
Jardin de la Villa Doria Pamphilj à Rome.
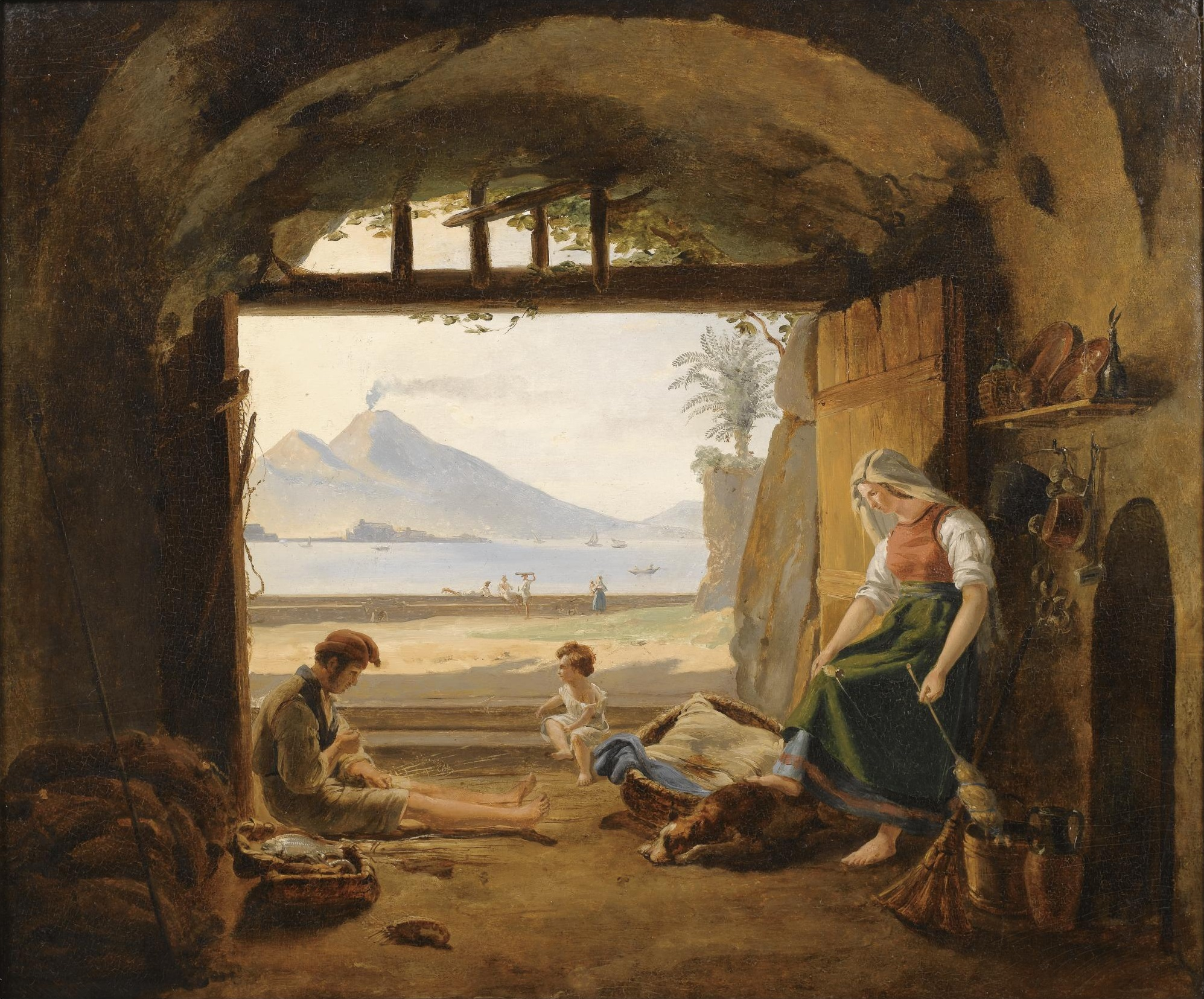
Intérieur d'une famille de pêcheur du quartier de Mergellina à Naples.
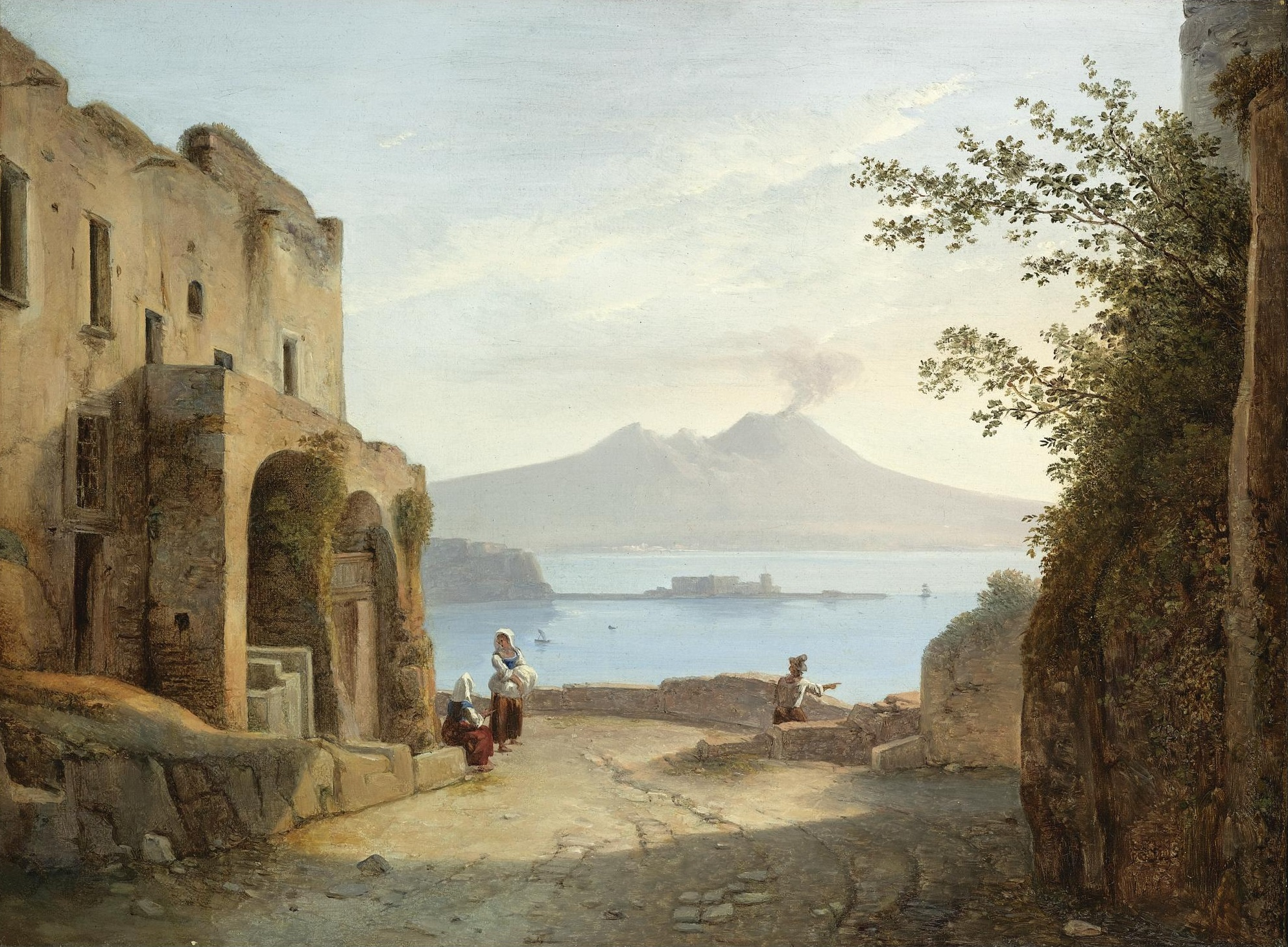
Vue de la baie de Naples depuis le Pausilippe.
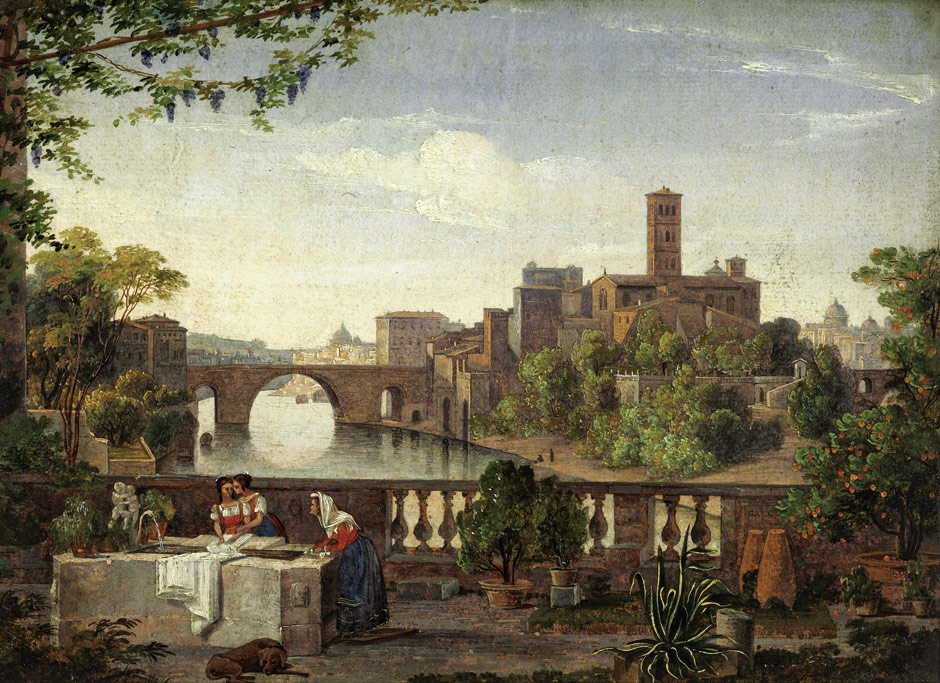
Vue de l'Île Tibérine à Rome (vers 1813-1818).
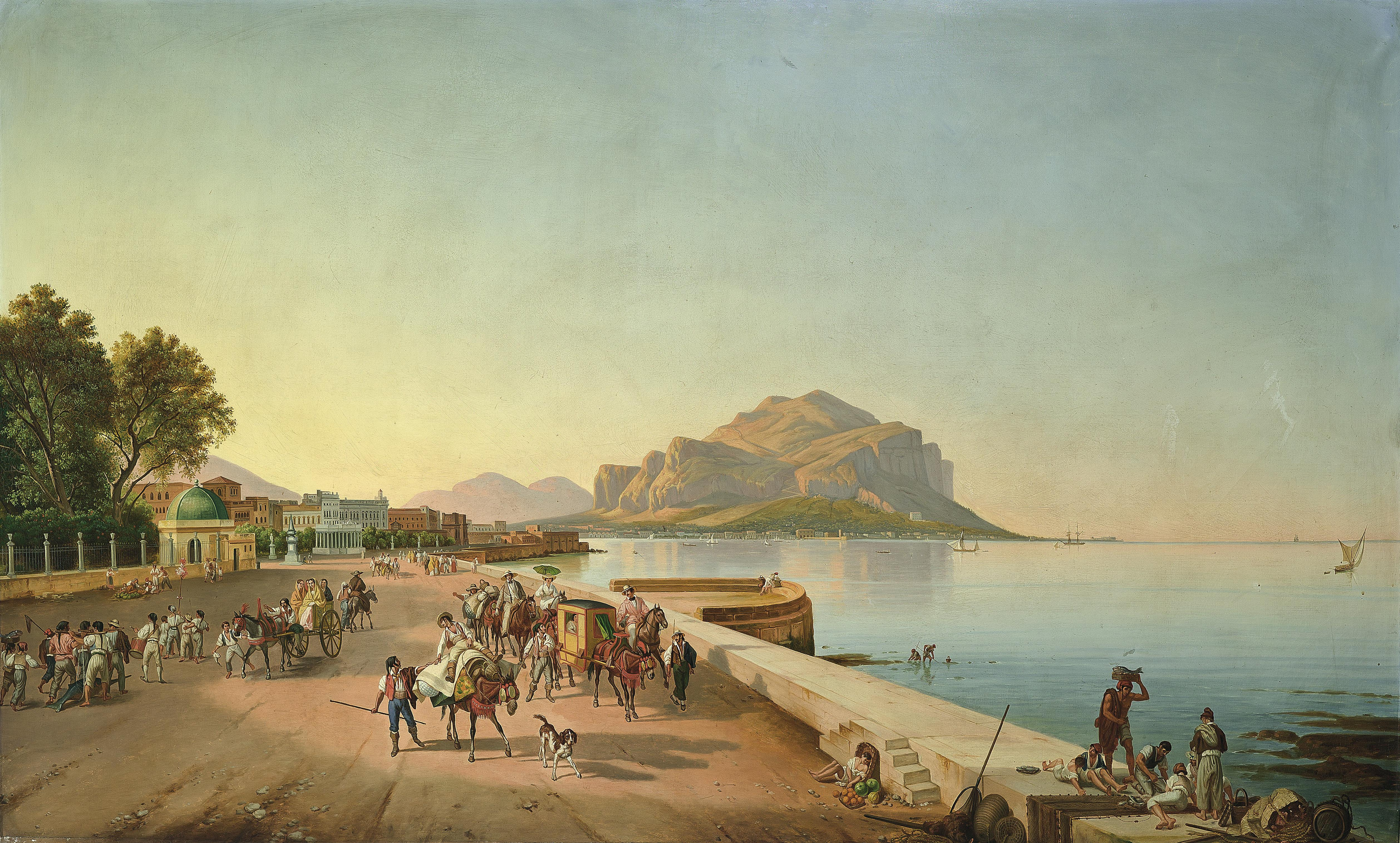
La Tsarine Alexandra Feodorovna de Russie parcourant la promenade du bord de mer à Palerme (1846).
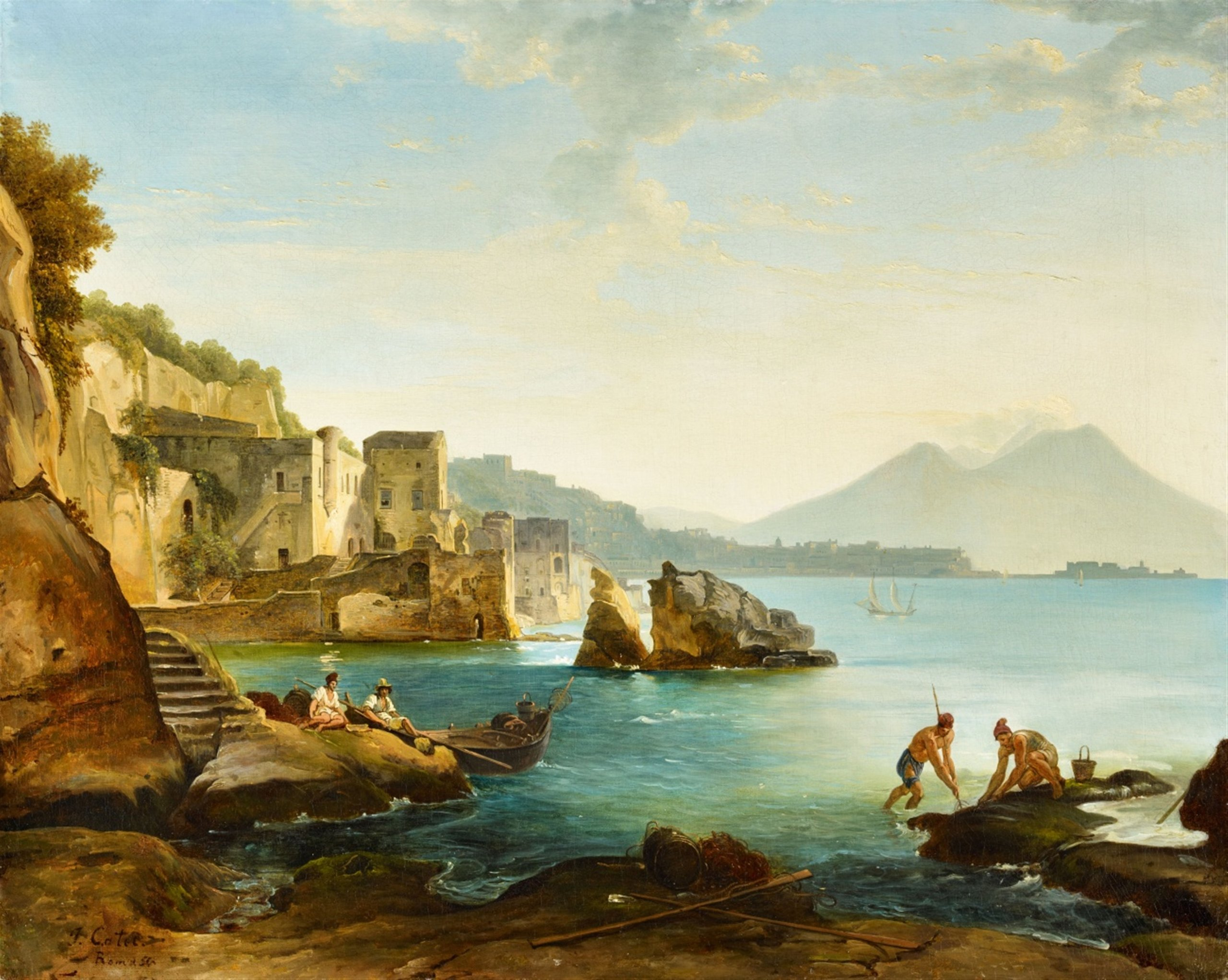
Vue de la baie de Naples avec des pêcheurs de poissons et de moules (1850).